# Fortuné Le Prédour de Kerambriec
Fortuné Joseph Hyacinthe Le Prédour de Kerambriec (Châteaulin, 16 februari 1793 - Parijs, 20 februari 1866) was een Frans militair en politicus ten tijde van het Tweede Franse Keizerrijk.

## Biografie
Op elfjarige leeftijd trad Le Prédour de Kerambriec toe tot de Franse marine, waarbinnen hij meermaals promoveerde en uiteindelijk in 1853 tot viceadmiraal werd benoemd. In hetzelfde jaar werd hij lid van de Admiraliteitsraad.
Op 8 februari 1858 werd Le Prédour de Kerambriec door keizer Napoleon III benoemd tot senator. Hij zou in de Senaat blijven zetelen tot zijn overlijden in 1866.
Hij was ridder in de Orde van de Heilige Lodewijk en grootofficier in het Legioen van Eer.